# Distrito de Szentes
El distrito de Szentes (húngaro: Szentesi járás) es un distrito húngaro perteneciente al condado de Csongrád.
En 2013 tenía 41 249 habitantes. Su capital es Szentes.

## Municipios
El distrito tiene una ciudad (en negrita), 2 pueblos mayores (en cursiva) y 5 pueblos (población a 1 de enero de 2012):
- Árpádhalom (488)
- Derekegyház (1595)
- Eperjes (495)
- Fábiánsebestyén (2020)
- Nagymágocs (3087)
- Nagytőke (457)
- Szegvár (4440)
- Szentes (28 476) – la capital